# Premis Oscar de 2006
Els Premis Oscar de 2006 (en anglès: 79th Academy Awards) foren presentats el dia 25 de febrer de 2007 en una cerimònia realitzada al Kodak Theatre de la ciutat de Los Angeles.
L'esdeveniment fou presentat, per primera vegada, per l'actriu i comediant Ellen DeGeneres.

## Curiositats
La pel·lícula més nominada de la nit fou Dreamgirls de Bill Condon que rebé vuit nominacions, si bé no fou nominada a millor pel·lícula ni millor direcció, sent la primera vegada que el film amb més nominacions de la nit no era nominada a la principal categoria competitiva. La gran guanyadora de la nit fou Infiltrats de Martin Scorsese que aconseguí 4 premis de les cinc nominacions que tenia, millor pel·lícula, direcció, guió adaptat i muntatge.
La gran sorpresa de la nit fou la hispano-mexicana El laberinto del fauno de Guillermo del Toro que aconseguí sis nominacions, entre elles millor pel·lícula de parla no anglesa i guió original, i guanyà tres premis tècnics, millor direcció artística, fotografia i maquillatge. Els catalans David Martí i Montse Ribé foren els guardonats en aquesta última categoria.
Penélope Cruz es convertí en la primera actriu espanyola en aconseguí una nominació en una categoria interpretativa per la seva interpretació a Volver de Pedro Almodóvar, que no fou seleccionada per l'Acadèmia com a millor pel·lícula de parla no anglesa. Peter O'Toole es convertí en l'actor més nominat sense aconseguí el premi gràcies a la seva vuitena nominació a millor actor principal. Jennifer Hudson, per la seva part, es convertí en la quinzena intèrpret en aconseguir el premi, en aquest cas a millor actriu secundària, en el seu debut cinematogràfic.
La cançó "I Need to Wake Up" es convertí en la primera cançó provinent d'un documental, An Inconvenient Truth, en aconseguir aquest premi.

## Premis
A continuació es mostren les pel·lícules que varen guanyar i que estigueren nominades a l'Oscar l'any 2006:
| Millor pel·lícula | Millor direcció |
| --- | --- |
| - Infiltrats (Graham King per a Warner Bros.) - Babel (Alejandro González Iñárritu, Jon Kilik i Steve Golin per a Paramount Vantage) - Cartes des d'Iwo Jima (Clint Eastwood, Steven Spielberg i Robert Lorenz per a Warner Bros.) - Petita Miss Sunshine (David T. Friendly, Peter Saraf i Marc Turtletaub per a Fox Searchlight) - La reina (Andy Harries, Christine Langan i Tracey Seaward per a Miramax) | - Martin Scorsese per Infiltrats - Alejandro González Iñárritu per Babel - Clint Eastwood per Cartes des d'Iwo Jima - Stephen Frears per La reina - Paul Greengrass per United 93 |
| Millor actor | Millor actriu |
| - Forest Whitaker per The Last King of Scotland com a Idi Amin - Leonardo DiCaprio per Diamant de sang com a Danny Archer - Ryan Gosling per Half Nelson com a Dan Dunne - Peter O'Toole per Venus com a Maurice - Will Smith per La recerca de la felicitat com a Chris Gardner | - Helen Mirren per La reina com a Elisabet II - Penélope Cruz per Volver com a Raimunda - Judi Dench per Diari d'un escàndol com a Barbara Covett - Meryl Streep per El diable es vesteix de Prada com a Miranda Priestly - Kate Winslet per Jocs secrets com a Sarah Pierce |
| Millor actor secundari | Millor actriu secundària |
| - Alan Arkin per Petita Miss Sunshine com a Edwin Hoover - Jackie Earle Haley per Jocs secrets com a Ronald James McGorvey - Djimon Hounsou per Diamant de sang com a Solomon Vandy - Eddie Murphy per Dreamgirls com a James "Thunder" Early - Mark Wahlberg per Infiltrats com a Staff Sergeant Dignam | - Jennifer Hudson per Dreamgirls com a Effie White - Adriana Barraza per Babel com a Amelia Hernandez - Cate Blanchett per Diari d'un escàndol com a Bathsheba "Sheba" Hart - Abigail Breslin per Petita Miss Sunshine com a Olive Hoover - Rinko Kikuchi per Babel com a Chieko Wataya |
| Millor guió original | Millor guió adaptat |
| - Michael Arndt per Petita Miss Sunshine - Guillermo Arriaga per Babel - Iris Yamashita i Paul Haggis per Cartes des d'Iwo Jima - Guillermo del Toro per El laberinto del fauno - Peter Morgan per La reina | - William Monahan per Infiltrats (sobre guió cinematogràfic d'Alan Mak i Felix Chong) - Sacha Baron Cohen, Peter Baynham, Anthony Hines, Dan Mazer i Todd Phillips per Borat: Cultural Learnings of America for Make Benefit Glorious Nation of Kazakhstan (sobre hist. de Sacha Baron Cohen) - Alfonso Cuarón, Timothy J. Sexton, David Arata, Mark Fergus i Hawk Ostby per The Children of Men (sobr hist. de P. D. James) - Patrick Marber per Diari d'un escàndol (sobre hist. de Zoë Heller) - Todd Field i Tom Perotta per Little Children (sobre hist. de Tom Perrotta) |
| Millor pel·lícula de parla no anglesa | Millor pel·lícula d'animació |
| - La vida dels altres de Florian Henckel von Donnersmarck (Alemanya) - Efter brylluppet de Susanne Bier (Dinamarca) - Dies de glòria de Rachid Bouchareb (Algèria) - El laberinto del fauno de Guillermo del Toro (Mèxic) - Water de Deepa Mehta (Canadà) | - Happy feet: trencant el gel de George Miller - Cars de John Lasseter - Monster House de Gil Kenan |
| Millor banda sonora | Millor cançó original |
| - Gustavo Santaolalla per Babel - Thomas Newman per The Good German - Philip Glass per Diari d'un escàndol - Javier Navarrete per El laberinto del fauno - Alexandre Desplat per La reina | - Melissa Etheridge (música i lletra) per An Inconvenient Truth ("I Need to Wake Up") - Randy Newman (música i lletra) per Cars per ("Our Town") - Henry Krieger i Scott Cutler (música); Anne Preven (lletra) Dreamgirls ("Listen") - Henry Krieger (música); Siedah Garrett (lletra) Dreamgirls ("Love You I Do") - Henry Krieger (música); Willie Reale (lletra) per Dreamgirls ("Patience") |
| Millor fotografia | Millor maquillatge |
| - Guillermo Navarro per El laberinto del fauno - Vilmos Zsigmond per La dàlia negra - Emmanuel Lubezki per Children of Men - Dick Pope per The Illusionist - Wally Pfister per El truc final | - David Martí i Montse Ribé per El laberinto del fauno - Aldo Signoretti i Vittorio Sodano per Apocalypto - Kazuhiro Tsuji i Bill Corso per Click |
| Millor direcció artística | Millor vestuari |
| - Eugenio Caballero; Pilar Revuelta per El laberinto del fauno - John Myhre; Nancy Haigh per Dreamgirls - Jeannine Oppewall; Gretchen Rau i Leslie E. Rollins per The Good Shepherd - Rick Heinrichs; Cheryl Carasik per Pirates of the Caribbean: Dead Man's Chest - Nathan Crowley; Julie Ochipinti per El truc final                                                                                       | - Milena Canonero per Maria Antonieta - Patricia Field per El diable es vesteix de Prada - Sharen Davis per Dreamgirls - Chung Man Yee per La maledicció de la flor daurada - Consolata Boyle per La reina |
| Millor muntatge | Millor so |
| - Thelma Schoonmaker per The Departed - Douglas Crise i Stephen Mirrione per Babel - Steven Rosenblum per Diamant de sang - Alfonso Cuarón i Alex Rodríguez per Children of Men - Clare Douglas, Richard Pearson i Christopher Rouse per United 93 | - Michael Minkler, Bob Beemer i Willie D. Burton per Dreamgirls - Kevin O'Connell, Greg P. Russell i Fernando Cámara per Apocalypto - Andy Nelson, Anna Behlmer i Ivan Sharrock per Diamant de sang - John T. Reitz, David E. Campbell, Gregg Rudloff i Walt Martin per Banderes dels nostres pares - Paul Massey, Christopher Boyes i Lee Orloff per Pirates of the Caribbean: Dead Man's Chest |
| Millors efectes visuals | Millors efectes sonors |
| - John Knoll, Hal Hickel, Charles Gibson i Allen Hall per Pirates of the Caribbean: Dead Man's Chest - Boyd Shermis, Kim Libreri, Chaz Jarrett i John Frazier per Posidó - Mark Stetson, Neil Corbould, Richard R. Hoover i Jon Thum per Superman: El retorn | - Alan Robert Murray i Bub Asman per Cartes des d'Iwo Jima - Sean McCormack i Kami Asgar per Apocalypto - Alan Robert Murray i Bub Asman per Banderes dels nostres pares - Lon Bender per Diamant de sang - Christopher Boyes i George Watters II per Pirates of the Caribbean: Dead Man's Chest |
| Millor documental | Millor curtmetratge documental |
| - An Inconvenient Truth de Davis Guggenheim - Deliver Us from Evil d'Amy J. Berg i Frank Donner - Iraq in Fragments de James Longley i John Sinno - Jesus Camp de Heidi Ewing i Rachel Grady - My Country, My Country de Laura Poitras i Jocelyn Glatzer | - The Blood of Yingzhou District de Ruby Yang i Thomas Lennon - Recycled Life de Leslie Iwerks i Mike Glad - Rehearsing a Dream de Karen Goodman i Kirk Simon - Two Hands: The Leon Fleisher Story de Nathaniel Kahn i Susan Rose Behr |
| Millor curtmetratge | Millor curtmetratge d'animació |
| - West Bank Story d'Ari Sandel - Binta y la gran idea de Javier Fesser i Luis Manso - Éramos Pocos de Borja Cobeaga - Helmer and Son de Soren Pilmark i Kim Magnusson - The Saviour de Peter Templeman i Stuart Parkyn | - Den danske dikteren de Torill Kove - Lifted de Gary Rydstrom - The Little Matchgirl de Roger Allers i Don Hahn - Maestro de Géza M. Tóth - No Time for Nuts de Chris Renaud i Michael Thurmeier |

## Premi Honorífic

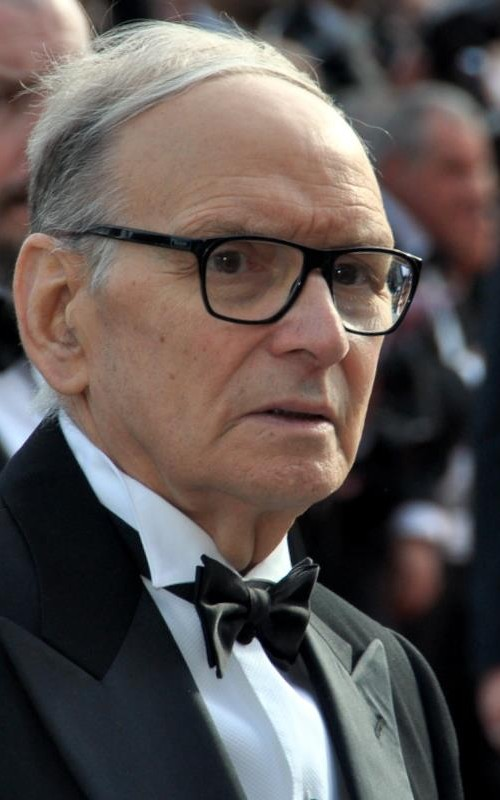
Ennio Morricone l'any 2012.

- Ennio Morricone - en reconeixement de la seva magnífica i polifacètica contribució a l'art del cinema. [estatueta]

## Premi Humanitari Jean Hersholt

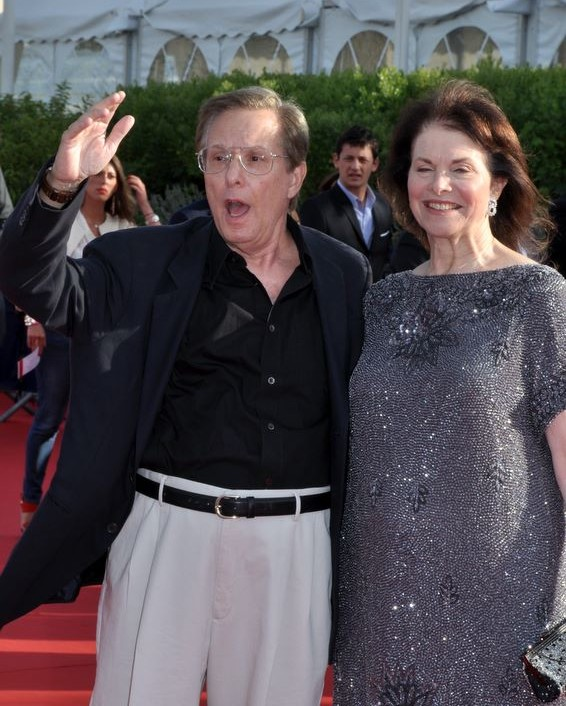
Lansing i el seu marit William Friedkin l'any 2012.

- Sherry Lansing

## Premi Gordon E. Sawyer
- Ray Feeney

## Presentadors
| Nom                                                | |
| -------------------------------------------------- | --- |
| Don LaFontaine Gina Tuttle                         | Anunciadors dels premis                                                                                     |
| Daniel Craig Nicole Kidman                         | Millor direcció artística                                                                                   |
| Maggie Gyllenhaal                                  | Premis Científics i Tècnics i Premi Grodon E. Sawyer                                                        |
| Jack Black Will Ferrell John C. Reilly             | Millor maquillatge                                                                                          |
| Abigail Breslin Jaden Smith                        | Millor curtmetratge d'animació i millor curtmetratge                                                        |
| Steve Carell Greg Kinnear                          | Millor muntatge                                                                                             |
| Jessica Biel James McAvoy                          | Millor so                                                                                                   |
| Rachel Weisz                                       | Millor actor secundari                                                                                      |
| Leonardo DiCaprio Al Gore                          | Anunci del suport de l'Acadèmia envers el medi ambient                                                      |
| Cameron Diaz                                       | Millor pel·lícula d'animació                                                                                |
| Ben Affleck                                        | Anunciador del segment "Tribut als guionistes" (muntatge de Nancy Meyers)                                   |
| Tom Hanks Helen Mirren                             | Millor guió adaptat                                                                                         |
| Emily Blunt Anne Hathaway                          | Millor vestuari                                                                                             |
| Tom Cruise                                         | Premi Humanitari Jean Hersholt a Sherry Lansing                                                             |
| Gwyneth Paltrow                                    | Millor fotografia                                                                                           |
| Robert Downey Jr. Naomi Watts                      | Millors efectes visuals                                                                                     |
| Catherine Deneuve Ken Watanabe                     | Anunciadors del segment "60 anys de millor pel·lícula de parla no anglesa" (muntatge de Giuseppe Tornatore) |
| Cate Blanchett Clive Owen                          | Millor pel·lícula de parla no anglesa                                                                       |
| George Clooney                                     | Millor actriu secundària                                                                                    |
| Gael García Bernal Eva Green                       | Millor curtmetratge documental                                                                              |
| Jerry Seinfeld                                     | Millor documental                                                                                           |
| Clint Eastwood                                     | Premi Honorífic a Ennio Morricone                                                                           |
| Penélope Cruz Hugh Jackman                         | Millor banda sonora                                                                                         |
| Sid Ganis (President de l'AMPAS)                   | Anunciador del segment sobre el treball i preservació educacional realitzat per l'Acadèmia                  |
| Kirsten Dunst Tobey Maguire                        | Millor guió original                                                                                        |
| Jennifer Lopez                                     | Introducció a la interpretació de les cançons nominades "Love You I Do", "Listen" i "Patience"              |
| Queen Latifah John Travolta                        | Millor cançó original                                                                                       |
| Will Smith                                         | Anunciador del segment de pel·lícules sobre política (muntatge de Michael Mann)                             |
| Kate Winslet                                       | Millor muntatge                                                                                             |
| Jodie Foster                                       | Presentació del tribut In Memoriam                                                                          |
| Philip Seymour Hoffman                             | Millor actriu                                                                                               |
| Reese Witherspoon                                  | Millor actor                                                                                                |
| Francis Ford Coppola George Lucas Steven Spielberg | Millor direcció                                                                                             |
| Diane Keaton Jack Nicholson                        | Millor pel·lícula                                                                                           |

### Actuacions
| Nom                                                            | Paper                        | Peça                                                              |
| -------------------------------------------------------------- | ---------------------------- | ----------------------------------------------------------------- |
| William Ross                                                   | Arranjador musical Conductor | Orquestra                                                         |
| Pilobolus                                                      | Intèrprets                   | Representació dels títols i logotips de les pel·lícules nominades |
| Jack Black Will Ferrell John C. Reilly                         | Intèrprets                   | "Comedian at the Oscars"                                          |
| Steve Sidwell Sound Effects Choir                              | Intèrprets                   | "Elements & Motion" (efectes sonors)                              |
| Randy Newman James Taylor                                      | Intèrprets                   | "Our Town" de Cars                                                |
| Melissa Etheridge                                              | Intèrpret                    | "I Need to Wake Up" de An Inconvenient Truth                      |
| Celine Dion                                                    | Intèrpret                    | "I Knew I Loved You" durant el tribut a Ennio Morricone           |
| Jennifer Hudson Beyoncé Knowles                                | Intèrprets                   | "Love You I Do" de Dreamgirls                                     |
| Jennifer Hudson Beyoncé Knowles                                | Intèrprets                   | "Listen" de Dreamgirls                                            |
| Jennifer Hudson Beyoncé Knowles Keith Robinson Anika Noni Rose | Intèrprets                   | "Patience" de Dreamgirls                                          |

## Múltiples nominacions i premis
| Premis | Pel·lícula                                 |
| ------ | ------------------------------------------ |
| 8      | Dreamgirls                                 |
| 7      | Babel                                      |
| 6      | El laberinto del fauno                     |
| 6      | La reina                                   |
| 5      | Diamant de sang                            |
| 5      | The Departed                               |
| 4      | Cartes des d'Iwo Jima                      |
| 4      | Diari d'un escàndol                        |
| 4      | Petita Miss Sunshine                       |
| 4      | Pirates of the Caribbean: Dead Man's Chest |
| 3      | Apocalypto                                 |
| 3      | Children of Men                            |
| 3      | Jocs secrets                               |
| 2      | An Inconvenient Truth                      |
| 2      | Banderes dels nostres pares                |
| 2      | Cars                                       |
| 2      | El diable es vesteix de Prada              |
| 2      | The Prestige                               |
| 2      | United 93                                  |

| Premis | Pel·lícula             |
| ------ | ---------------------- |
| 4      | The Departed           |
| 3      | El laberinto del fauno |
| 2      | An Inconvenient Truth  |
| 2      | Dreamgirls             |
| 2      | Petita Miss Sunshine   |